# Jerónimo Merino
Jerónimo Merino Cob (Villoviado, Burgos, 30 de septiembre de 1769-Alenzón, 12 de noviembre de 1844), conocido como «El Cura Merino», fue un sacerdote y líder guerrillero español durante la Guerra de la Independencia Española.

## Guerrillero
En 1808, ejerciendo de párroco en su pueblo natal, pudo apreciar el maltrato que recibía la gente de su pueblo por parte de las tropas francesas; esto le incitó a convertirse en guerrillero.
Durante la guerra de la Independencia contra el ejército napoleónico, se convirtió en uno de los más prestigiosos guerrilleros de la resistencia española. El 6 de enero de 1809, noche de reyes, tiene lugar la primera acción de guerra del Cura Merino, atacando a un correo y su escolta en la localidad de Fontioso.
El 9 de junio de 1809, cuando se encontraba con su partida en Tordómar, recibe aviso de la llegada a Lerma de una patrulla franca procedente de Burgos. Su éxito al asaltar el Palacio Ducal, rindiendo a la guarnición francesa, atrae a sus filas jóvenes estudiantes de la comarca, entre los cuales se encontraba Ramón Santillán. A partir de julio de 1809, incrementadas sus fuerzas, actúa sobre las comunicaciones Burgos-Valladolid. Así, el 22 de enero de 1810 sorprendió a una división francesa en las inmediaciones de la villa de Dueñas, cayendo en la emboscada sobre 1500 hombres, de los que lograron evadirse solamente unos 200.
El 10 de julio de 1810, las tropas francesas al mando del general Duvernet incendian la villa de Almazán en represalia a la tenaz resistencia que dentro de sus muros hizo el guerrillero con 1600 hombres.

«... Las guerrillas, fuerza única que los españoles tenían en estas provincias interiores, se reunieron en el Duero, en Almazán, pueblo de la provincia de Soria. El gobernador francés de la capital de este nombre, Baste, coronel comandante de la marina de la Guardia Imperial, se puso en marcha desde dicha ciudad el 10 de julio por la mañana con una columna de 1.100 hombres, y atacó a las fuerzas españolas reunidas; mas habiendo sido rechazado después de siete horas de fuego, pidió por medio de un parlamento una suspensión de armas; pero faltando a su palabra, y durando aún el armisticio, atacó, resuelto a ocupar a todo trance la villa, con la mayor intensidad el puente, y consiguió entrar en ella después de haber sufrido una mortandad horrorosa. El cura Merino fue uno de los partidarios que se hallaron en esta acción con 200 caballos...»

En 1811 funda el Regimiento de Húsares de Burgos en el que participaron entre otros Julián de Pablos y otros jóvenes lermeños como Ramón de Santillán, futuro ministro de Hacienda y primer gobernador del Banco de España, y también el de infantería conocido como Regimiento de Arlanza. Los húsares vestían pelliza azul bordada en blanco, y según Fredérick Hardman con “sus armas bruñidas y sus hermosos caballos, podían emparejarse, sin menoscabo, con la mejor fuerza regular de la Caballería francesa".
A fines de julio de 1812 persigue a las tropas de Marmont, que se repliegan de Arapiles por el Valle del Esgueva.

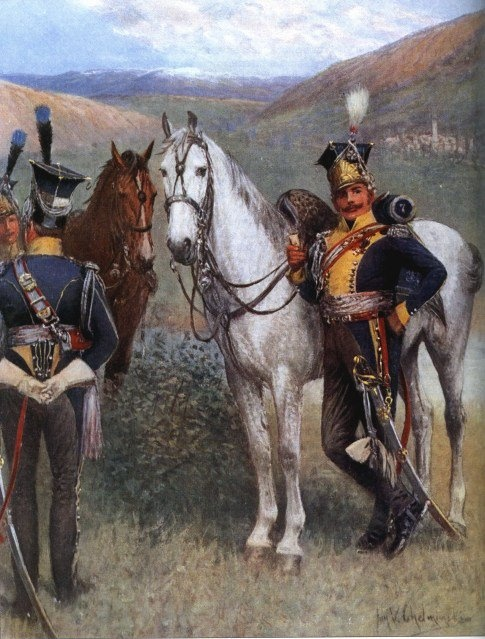
Lancero del Vístula 1808, con su tradicional chascás.

Logró una audaz victoria en Roa, una de los pocas que efectuó Merino sobre poblaciones ocupadas por los franceses. También consiguió victorias en Quintanar de la Sierra y Hontoria del Pinar. En dichas victorias fue relevante su asentamiento en el Monte Carmona de Vilviestre del Pinar y en Covarnantes Regumiel de la Sierra pero en este último los franceses llevaron a cabo la quema del pueblo debido a que el cura se escondía en aquella cueva y la gente de la localidad no desveló su localización, en represalia los franceses incendiaron la iglesia de San Adrián Mártir y la casa del cura, más tarde el fuego se vio propagado. Esta cueva sirvió como cuartel general del Cura Merino debido a su localización estratégica y su buen camuflaje en pleno monte. El 15 de abril de 1812 recibe aviso de cómo el batallón 1.º del Vístula, formado por soldados polacos al servicio de Francia, salía de Aranda -para efectuar requisición de carnes en el partido de Peñaranda de Duero y caseríos de las inmediaciones- un convoy escoltado por 1400 infantes, 150 caballos y dos piezas de artillería, lo que le agradaba, pues veía la posibilidad de escarmentar él a los franceses que el 2 de abril habían ahorcado a los junteros en Soria, dejándolos colgados para escarmiento de la población. Determinó salir a su encuentro, atacando en el camino de Hontoria de Valdearados, cerca de Peñaranda de Duero, comunicando de este modo su acción:

«... Tenemos la satisfacción de anunciar a V.E. que el 16 del pasado mes de abril de 1812 han tenido estas tropas la acción más brillante de cuantas han ocurrido desde los principios de su formación: todo el batallón 1.º del Vístula, compuesto de 669 polacos fueron fruto de ella. Habían salido de la villa de Aranda a continuar sus robos y saqueos. El Coronel Merino cae sobre ellos en Hontoria de Valdearados, en tan buena disposición, que ni uno siquiera se les fue. Sesenta y nueve murieron en el ataque, sin que por nuestra parte hubiese más desgracias que cinco heridos, el uno de gravedad, los demás polacos, con sus jefes y oficiales, quedaron prisioneros. Inmediatamente de concluida la acción mandaron los Comandantes degollar a 110 de ellos. El resto de los prisioneros ha sido conducido hacia las Asturias...»

Culminó esta etapa de su vida en 1814 alcanzando el cargo de gobernador militar, con grado de general, de la plaza de Burgos y una vez acabada la guerra renunció a sus honores militares y volvió a sus labores de cura de pueblo.

## Absolutista

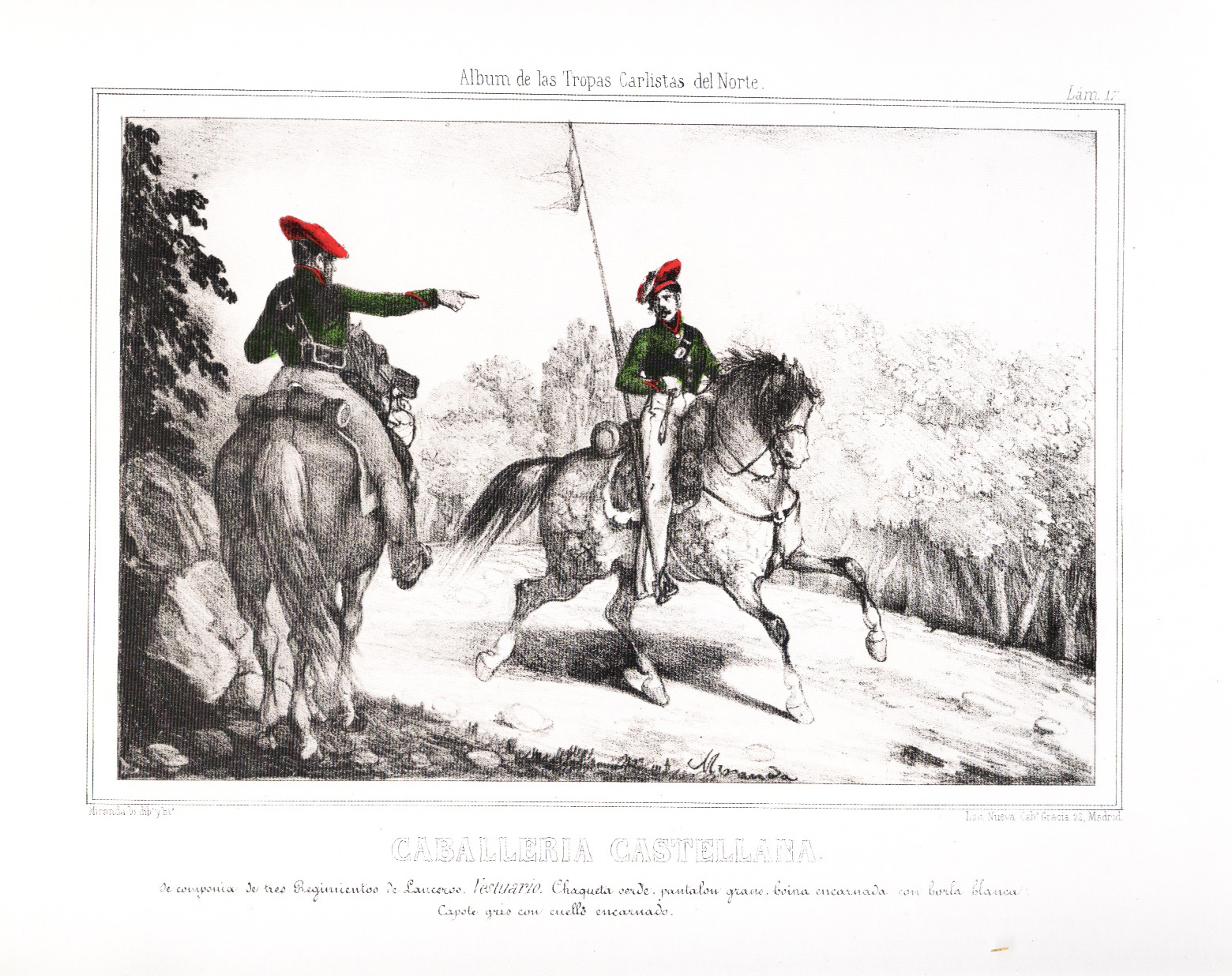
Caballería Castellana. Álbum de las Tropas Carlistas del Norte. Madrid, sin fecha. (184?)

Acabada la guerra, volvió a su ministerio en Villoviado. Sus ideas absolutistas le valieron ser recompensado por Fernando VII a su regreso con una canonjía en Valencia. Para Merino era inconcebible que el rey, designado por la gracia de Dios, no ostentase el poder absoluto, y consideraba una herejía que el poder pasase al pueblo. Durante el Trienio Liberal (1820-1823) retomó la guerrilla, y se enroló durante la Guerra Realista, en las partidas que marchaban apoyando la invasión de los «Cien Mil Hijos de San Luis» que acabaría con el gobierno liberal.
A la muerte de Fernando VII, se alistó en el bando también absolutista del pretendiente don Carlos y dirigió el alzamiento carlista en Castilla la Vieja, participando en los sitios de Morella y de Bilbao.
En la zona de Aranda de Duero y la Ribera, donde su actividad se dirigía a hostigar los correos liberales del corredor Madrid-Burgos, desarrolló una fama de cruel y sanguinario, cuyas acciones se recogían a diario en la prensa.
El 13 de noviembre de 1833, con sus tropas a las puertas de Burgos, al dirigirse al ejército que se le oponía manifestaba los motivos de su lucha:

«...“Soldados. La causa más santa y la más justa ha reunido este brillante y numeroso ejército que veis a las puertas de la ciudad: la santa religión de nuestros padres y el trono de España; tales son los queridos objetos que queremos poner al abrigo de la persecución de los monstruos infames de la iniquidad…”...»

## Exiliado

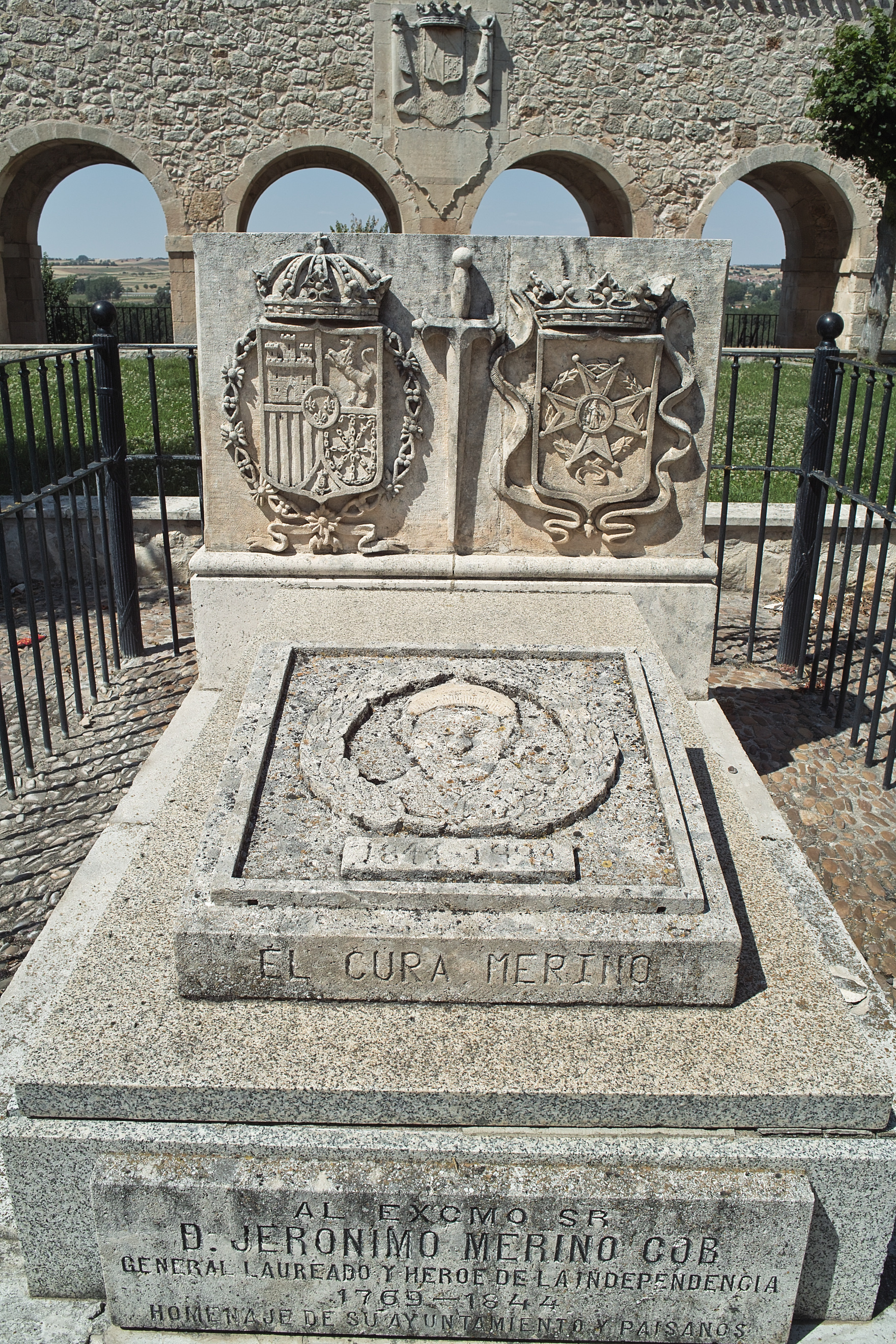
Tumba ubicada en Lerma (Burgos).

Derrotado el pretendiente Carlos María Isidro de Borbón, se opuso al llamado Abrazo de Vergara, que dio por finalizado temporalmente en 1839 la primera guerra carlista en el norte, se exilió en la localidad francesa de Alenzón, departamento del Orne, donde residía junto a algunos familiares en el número 10 de la Grande Rue, de la que todos los días salía para atender como capellán las misas en un convento de monjas.
Murió en la localidad francesa de Alenzón a los setenta y cinco años, y sus restos fueron trasladados en 1968 desde el cementerio de Alenzón hasta España, siendo inhumados el 2 de mayo en la localidad burgalesa de Lerma, frente al convento de Santa Clara, a unos metros del mirador del Arlanza y el valle de Solarana.